# Koppōjutsu
 (octobre 2010).
Le koppōjutsu (骨法術) est une méthode de combat ancienne japonaise datant du XIIe siècle, spécialisée dans le contrôle et la destruction des os et des cartilages.
Du japonais koppō (骨法, os) et de jutsu (術, art). On notera que le kanji hō (法) utilisé seul signifie « loi, acte, contrainte ». On peut donc traduire le nom de cette discipline par « l'art de la contrainte sur les os ».
Il existe plusieurs écoles de koppōjutsu dont les plus connues aujourd'hui sont le Gikan ryu, le Hokki ryu et le Kotō-ryū.
Il convient de noter que la plupart des anciennes écoles japonaises de combat à mains nues comportaient un volet koppōjutsu et que les écoles actuelles, dont l'intitulé est koppōjutsu, signalent seulement une spécialisation en la matière.
En revanche, bien que cela puisse s'apparenter à une technique brutale et ultra-violente, le koppōjutsu n'est pas une méthode qui consiste exclusivement à frapper ou casser les os. Son apprentissage nécessite d’avoir le talent requis, le souffle subtil, la sensation adéquate, le rythme, et est finalement bien loin de s'assimiler à une forme basique[réf. nécessaire].
Contrairement aux idées reçues, le koppōjutsu n'est pas l'art de casser et/ou d'écraser les os de façon frontale. Il s'agirait plutôt d'un paradigme spécifique et d'un état d'esprit à adopter, dans lequel il y a à faire sentir une présence de la structure osseuse profonde du corps humain. Le koppōjutsu peut être exprimé comme une technique qui attaque le noyau même, ou le kotsu de la structure des os du corps. Cette capacité d’exposer le noyau, le cœur des choses, propre au koppōjutsu, n'est toutefois pas limitée au budō (« l'art martial »). En dehors de ce cadre, cela s’exprime également dans la musique, par le shamisen (guitare japonaise à trois cordes) par exemple, mais également dans la peinture et dans autres arts majeurs.
Gikan Ryu et Gyokushin Ryu viennent d'une période où beaucoup d'autres écoles utilisaient le nom de koppōjutsu. Mais il a été prouvé à travers la littérature de cette époque qu'avant toutes celles-ci, il y a eu Gyokko-ryū kosshi-jutsu.
Les techniques et les armes peuvent être utilisées conjointement et ceci de manière particulièrement efficace. Ceci est une caractéristique du koppōjutsu ou des bujutsu anciens. Le koppōjutsu n’est pas limité à des frappes de poing, il contient également « les 18 domaines des Arts martiaux » et « les 36 domaines du ninja ». La compréhension profonde du koppōjutsu est à la fois très difficile mais très importante[réf. nécessaire].